# Henri V (empereur du Saint-Empire)
Pour les articles homonymes, voir Henri et Henri V.
Henri V (11 août 1086 – 23 mai 1125) est roi des Romains de 1099 à 1111, puis empereur élu des Romains de 1111 à 1125. Il est le dernier de la dynastie franconienne (ou dynastie salienne).
Il poursuit également la querelle des Investitures, initiée par son père Henri IV.

## Biographie

### Famille
Il est le fils du précédent empereur Henri IV (1050-1106) et de Berthe de Turin (1051-1087). Il épouse, le 6 ou le 7 janvier 1114 à Worms, Mathilde (1102-1167), fille d’Henri Ier d'Angleterre (1068-1135) et de Mathilde d'Écosse.

### La révolte contre le père
Après la déposition de son frère aîné, Conrad, à la diète de Mayence en avril 1098, il est associé à son père comme roi de Germanie. Craignant de ne pouvoir lui succéder, le futur Henri V se soulève en 1104. Alors que son père veut se justifier devant l’assemblée des grands réunie au château de Boeckelheim, il le fait enfermer et il contraint son père à abdiquer en sa faveur en 1105, bénéficiant pour ce faire de l’appui du pape Pascal II. Son père parvient à s’évader mais meurt de chagrin le 7 août 1106.

### La querelle des Investitures
Il descend en Italie en 1110. Par l'accord de Sutri (4 février 1111), il obtient une solution à la querelle des Investitures en proposant l'abandon par les évêques de leurs droits régaliens. Cet accord est contesté par l'entourage de Pascal II. Henri V fait alors prisonnier le pape et l'oblige à le couronner empereur en 1111.
Comme son père, il cherche à développer son domaine en Saxe. L'arrestation du comte de Thuringe en 1114 déclenche une révolte. La Basse-Lotharingie et l'archevêque de Cologne Frédéric Ier de Schwarzenburg rompent avec le souverain tandis que le duc de Saxe Lothaire de Supplinbourg mène les hostilités. Seul Frédéric de Staufen, duc de Souabe, soutient encore l'empereur. Descendant à nouveau en Italie, il essaye de capturer à nouveau Pascal II, en vain, en 1116. L'élection d' antipapes Sylvestre IV et Grégoire VIII, en novembre 1105, par le parti germanique de Rome contre Pascal II ne trompe personne.

### Le concordat de Worms
En 1120, alors que les rebelles et les Impériaux se préparent à en découdre sous les murs de Mayence, Bruno de Bretten, l'archevêque de Trèves, réunit les grands et dirige une négociation pour un compromis. Les membres de l'aristocratie se soumettent à Henri V, lui-même se soumettant au pape, sous-réserve de préserver « l'honneur du royaume », proposition confirmée par la diète de Wurzbourg (29 septembre 1121). Ceci aboutit à la signature du concordat de Worms (23 septembre 1122), mettant fin à la querelle des investitures, avec le pape Calixte II.